# Chalarodon madagascariensis
Espèce
Synonymes
- Tropidogaster blainvillii Duméril & Bibron, 1837

Statut de conservation UICN

 LC  : Préoccupation mineure
Chalarodon madagascariensis est une espèce de sauriens de la famille des Opluridae.

## Description

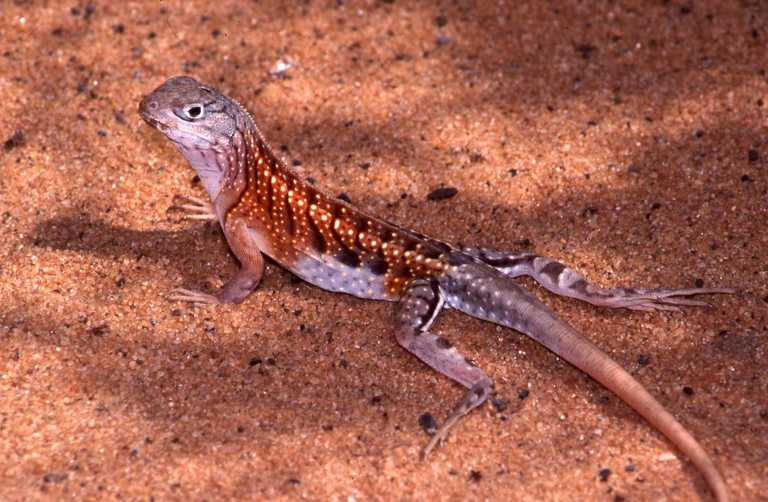
Chalarodon madagascariensis.

## Répartition
Cette espèce est endémique du Sud-Ouest de Madagascar.

## Taxinomie

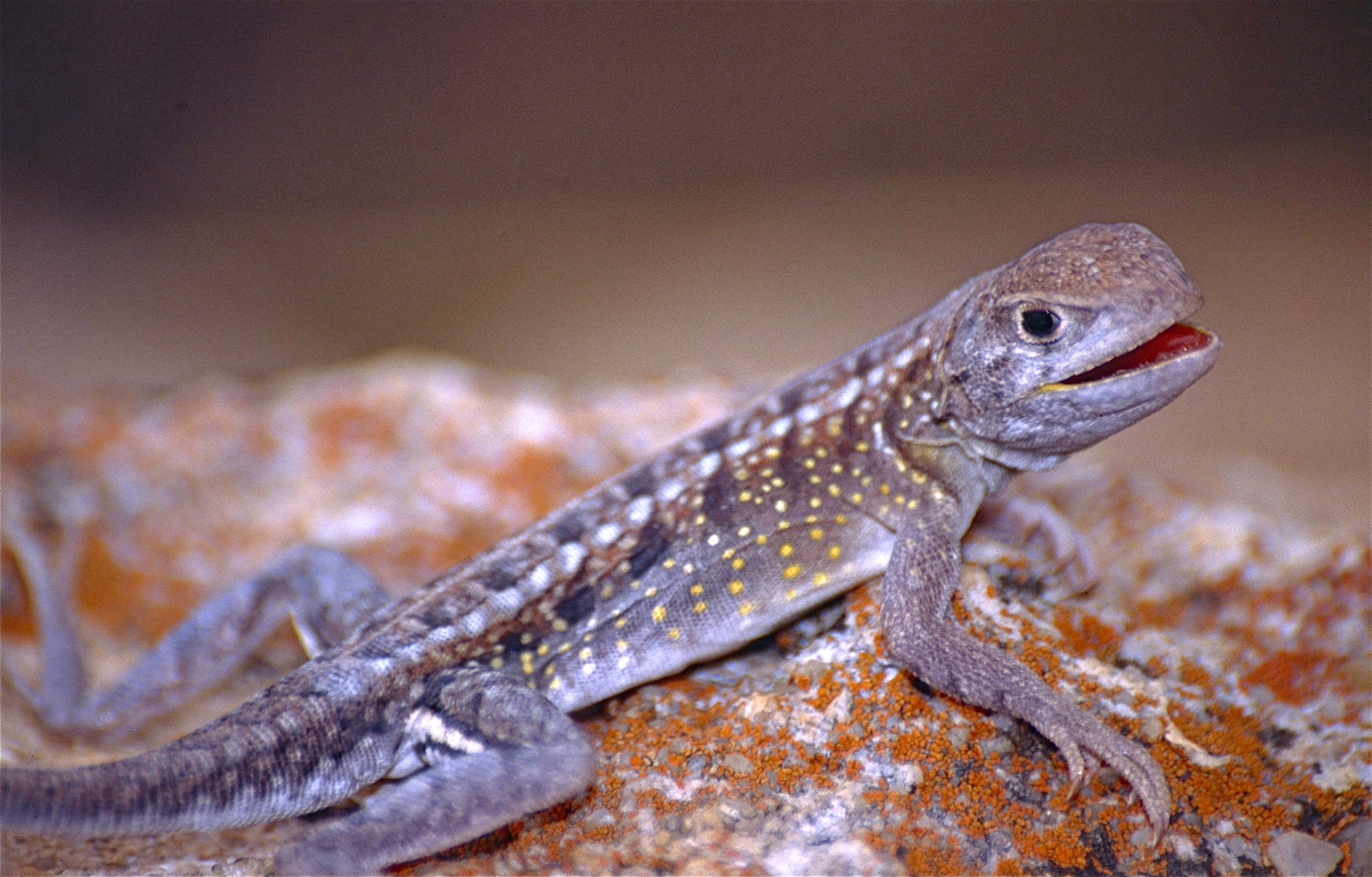
Chalarodon madagascariensis (parc national de l'Isalo, Madagascar)

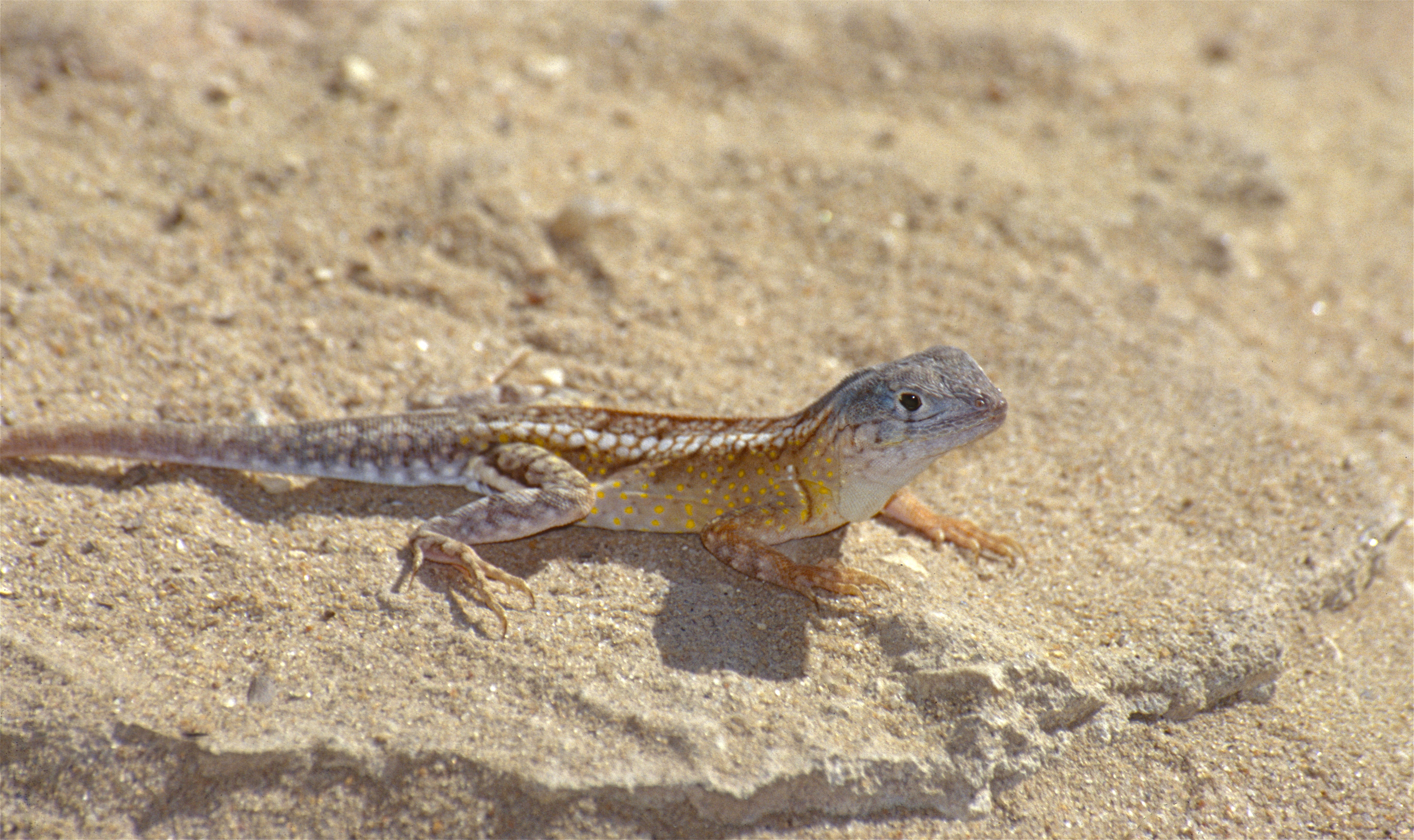
Chalarodon madagascariensis à Morondava.

Tropidogaster blainvillii est un nom invalide.

## Étymologie
Son nom d'espèce, composé de madagascar(i) et du suffixe latin -ensis, « qui vit dans, qui habite », lui a été donné en référence au lieu de sa découverte.

## Publication originale
- (de) Peters, 1854 : Diagnosen neuer Batrachier, welche zusammen mit der früher (24. Juli und 17. August) gegebenen Übersicht der Schlangen und Eidechsen mitgetheilt werden, rapport sur les négociations appropriées de l’Académie royale prussienne des sciences de Berlin, vol. 1854, p. 614-628 (texte intégral).